# Götzner Alm
Die Götzner Alm ist eine Schutzhütte in den Stubaier Alpen.

## Wege und Touren

### Nachbarhütten
- Adolf-Pichler-Hütte (1977 m)
- Schlicker Alm (1616 m)
- Mutterer Alm (1608 m, 30 min)
- Nockhof 1264 m
- Birgitzköpflhütte (2037 m, 40 min)
- Birgitzer Alm (1808 m)

### Touren
Die Hütte kann Ausgangspunkt für folgenden Touren sein:
- Hoadl (2340 m)
- Saile (Nockspitze) (2403 m)
- Ampferstein (2556 m)
- Marchreisenspitze (2620 m)
- Hochtennspitze (2549 m)
- Pfriemeswand (2103 m)
- Spitzmandl (2206 m)
- Birgitzköpfl (1982 m)

Um die Hütte besteht im Winter ein gutes Tourengebiet.
Eigentümer dieser Alm sind 24 Götzner Liegenschaften, die ihre Alpe seit der Besiedelung von Götzens bewirtschaften.
Der Forstweg zur die Götzner Alm über die Birgitzer Alm ist auch beliebte Mountainbike-Route.

## Wintersport
Es besteht ein Ziehweg von der Mutterer Alm und Birgitzköpflhütte. Die Ziehwege werden als Rodelbahnen benutzt.